# Camel (formație)
Camel este o formație britanică de rock progresiv înființată la Londra în 1971. De-a lungul timpului formația a trecut prin numeroase schimbări de componență, singurul membru prezent de la înființare până în prezent fiind Andrew Latimer. Actualmente formația este alcătuită din Andrew Latimer (chitară, voce), Colin Bass (chitară bas, voce), Guy LeBlanc (clape, voce) și Denis Clement (baterie). Formația a activat din 1971 până la prima destrămare în 1984. În 1991, după o pauză de șapte ani, formația s-a reunit, activând până în prezent.

## Istoric

### Anii 1970
Andrew Latimer (chitară), Andy Ward (baterie) și Doug Ferguson (chitară bas) au cântat într-un trio numit The Brew din Guildford, Surrey. Pe 20 februarie 1971 au fost audiați pentru a deveni formația lui Phillip Goodhand-Tait și au lansat un album cu acesta în august 1971 întitulat I Think I'll Write a Song pentru DJM Records. Acesta a fost primul și ultimul album înregistrat cu Goodhand-Trait. L-au recrutat pe Peter Bardens (clape) iar după un spectacol împreună cu Bardens în Belfast pe 8 octombrie 1971 sub numele de Peter Bardens' Camel și-au schimbat numele în Camel.
În august 1972 Camel a semnat un contract cu MCA Records iar albumul lor omonim de debut a fost lansat șase luni mai târziu. Albumul nu a avut succes iar Camel a părăsit MCA Records, semnând cu Deram Records, subsidiară a Decca Records.
În 1974 au lansat al doilea album, Mirage, în care Latimer a demonstrat că stăpânește bine flautul. Albumul a fost un succes critic și, deși nu a intrat în topurile britanice, a avut succes pe coasta vestică a Statelor Unite, ducând la decizia formației de a susține un turneu de trei luni acolo.
Lansat în 1975, albumul conceptual instrumental și orchestral The Snow Goose a fost inspirat după nuvela cu același nume a lui Paul Gallico. Acesta a fost primul lor album important și a adus formația în centrul atenției dar nu fără controverse. Gallico, care detesta fumatul, a crezut că formația avea legătură cu marca de țigări și i-a amenințat cu proces. Camel a evitat acest lucru adăugând pe coperta albumului "Music inspired by...". Succesul albumului a avut ca rezultat susținerea unui concert cu casa închisă la Royal Albert Hall împreună cu Orchestra Simfonică din Londra în octombrie 1975.

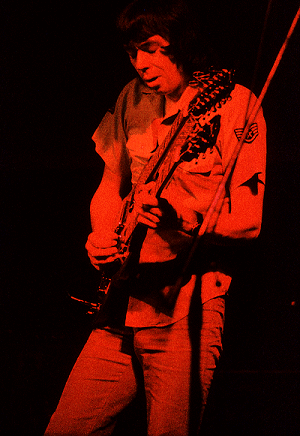
Andrew Latimer, liderul formaţiei Camel

Al patrulea album, Moonmadness din 1976, a continuat succesul formației dar a fost ultimul cu formația în formula originală. Saxofonul și flautul lui Mel Collins din turneul de promovare al albumului au dus la o asociere de opt ani a acestuia cu formația. Toboșarul Ward dorea ca formația să se îndrepte spre jazz iar această cerință asupra lui Ferguson a dus la decizia lui Ferguson de a părăsi formația la începutul anului 1977. Actualmente Ferguson este agent imobiliar.
Richard Sinclair (fost membru Caravan) l-a înlocuit pe Ferguson iar Collins a devenit oficial membru. Această formulă a lansat albumele Rain Dances (1977) și Breathless (1978). Ultimul a fost ultimul cu Bardens membru, care și-a anunțat intenția de a părăsi formația înainte de începerea turneului. A fost înlocuit cu doi claviaturiști: Dave Sinclair (văr cu Richard, și el tot membru Caravan) și Jan Schelhaas (tot membru Caravan). Verii Sinclair au părăsit formația după turneu, fiind înlocuiți de Kit Watkins și Colin Bass. Tot în această perioadă Collins a încetat să mai fie în formație ca membru oficial.
Noua formulă a lansat albumul mai comercial I Can See Your House from Here (1979) care a cauzat probleme pentru publicitate datorită coperții sale cu un astronaut răstignit ce privește spre Terra. În ciuda nemulțumirii unor fani pentru direcția comercială, albumul se încheie cu melodia instrumentală de zece minute "Ice" în care sunt demonstrate abilitățile lui Latimer de chitarist solo.

### Anii 1980
Pentru următoarea lansare discografică Camel s-a întors la ideea de album conceptual. Nude (1981) este inspirat după povestea reală a unui soldat japonez (Hiroo Onoda) găsit pe o insulă la mulți ani după ce s-a încheiat Al Doilea Război Mondial, fără să realizeze că războiul s-a încheiat. Duncan Mackay a interpretat la clape în locul lui  Watkins și Schelhaas care erau implicați în alte proiecte dar au revenit pentru turneu. Acesta a fost primul album care să aibă versuri scrise de viitoarea soție a lui Latimer, Susan Hoover. La mijlocul anului 1981 Ward a încetat să mai cânte la baterie din cauza abuzului de droguri și alcool iar Camel s-a destrămat în mod discret. Câțiva ani mai târziu s-a dezvăluit că Ward a avut o tentativă de sinucidere.
Fără o trupă dar cu un contract de îndeplinit și presiunea creată de Decca pentru a produce un hit, Latimer a strâns o serie de muzicieni de studio și invitați, inclusiv David Paton, Chris Rainbow și Anthony Phillips în studioul Abbey Road la începutul anului 1982. Albumul ce a rezultat, întitulat în mod ironic The Single Factor, a fost un efort dezamăgitor comparativ sunetul hard rock/progresiv de la început al trupei dar a reușit să intre în jumătatea inferioară a topurilor, permițând susținerea unui turneu pentru aniversarea a zece ani de la înființarea formației cu Latimer acompaniat de Paton, Rainbow, Watkins, Stuart Tosh (baterie) și Andy Dalby (chitară). Neînțelegerile legale cu privire la drepturile de autor au început cu fostul lor manager iar acest conflict a avut nevoie de cinci ani pentru a fi rezolvat.
Ton Scherpenzeel (membru al formației olandeze de rock progresiv Kayak) s-a alăturat drept noul claviaturist al formației Camel împreună cu Paul Burgess la baterie pentru albumul Stationary Traveller (1984). Bass s-a întors (permanent) pentru a îndeplini rolul de basist al turneului. Pentru spectacolele de la Hammersmith Odeon care au fost filmate a fost adăugat un claviaturist suplimentar, Richie Close iar foștii membri Peter Bardens și Mel Collins au apărut în calitate de invitați.
După lansarea albumului live al spectacolelor Hammersmith, Pressure Points, la sfârșitul anului 1984, Camel a dispărut fără urmă de pe scena muzicală. Îndeplinind contractul încheiat cu Decca Latimer nu a reușit să capteze atenția altor case de discuri britanice și în cele din urmă s-a mutat în California unde procesul privind drepturile de autor s-a încheiat în favoarea sa.

### Anii 1990
După o pauză de șapte ani Latimer a readus la viață numele de Camel lansând un nou album, Dust and Dreams, în 1991. Parte din acest album a fost înregistrat în 1988, înainte de plecarea lui Latimer în Statele Unite și i-a inclus pe toți membrii precedenți ai formației: Bass, Burgess, Scherpenzeel împreună cu o serie de muzicieni suplimentari. În mare parte un album instrumental, Dust and Dreams a fost inspirat după romanul Fructele mâniei al lui John Steinbeck. A fost lansat prin propria casă de discuri a lui Latimer, Camel Productions și, deși a fost văzut de unii drept o revenire triumfătoare la rădăcinile lor progresive, alții l-au văzut drept un efort dezamăgitor.
Frica de zbor a lui Scherpenzeel l-a făcut indisponibil pentru turneu așă că în locul lui a fost chemat claviaturistul Mickey Simmonds, care a lucrat cu Mike Oldfield și Fish. Turneul din 1992 a reprezentat un "turneu de revenire" și a avut ca rezultat lansarea albumului live dublu Never Let Go (1993), înregistrat în Olanda. În 1994 foștii membri Bardens și Ward au înființat Mirage împreună cu membrii Caravan.
Inspirat după moartea tatălui lui Latimer, acesta și Hoover a scris material pentru albumul Harbour of Tears pe care l-a lansat sub numele Camel în 1996.
În 1997 Camel a susținut un nou turneu pe coasta vestică a Statelor Unite, în Japonia și Europa sub formula Latimer, Bass, toboșarul Dave Stewart și claviaturistul Foss Patterson. Acest turneu a avut ca rezultat lansarea Coming of Age, un album live dublu și DVD.
În 1999 Latimer, Bass, LeBlanc și Clement au înregistrat Rajaz. Desfășurat în perioada antichității, Rajaz a fost o compoziție spontană inspirat după ritmul pașilor unei cămile care ajutau călătorii să ajungă la destinația lor. Latimer a fost încântat de această temă iar albumul a fost văzut drept adevărata revenire a formației la rădăcinile lor progresive.

### Anii 2000
Stewart a părăsit trupa când a primit șansa să administreze un magazin de tobe din Scoția înainte de începerea turneului, fiind înlocuit de francezul canadian Denis Clement la baterie; Scherpenzeel a părăsit și el trupa, fiind înlocuit de Guy LeBlanc, consolidând formula trupei care există și în prezent. Sub noua formulă Camel a susțiut un turneu în America de Sud în 2001.
În 2002 Camel a lansat albumul A Nod and a Wink - un album reflexiv și moale, predominant cu Latimer la flaut. Albumul este dedicat fostului claviaturist și unul dintre fondatorii formației, Peter Bardens, care a decedat în ianuarie 2002.
Datorită situației tot mai problematice a turneelor din ultimii ani, Camel Productions a anunțat că turneul din 2003 va fi "Turneul de Adio". Guy LeBlanc a trebuit să renunțe cu puțin timp înainte de începerea turneului datorită bolii soției sale și a fost înlocuit cu Tom Brislin (pentru concertele din Statele Unite) și cu Ton Scherpenzeel (pentru concertele din Europa); pe parcursul acestui turneu Scherpenzeel a călătorit cu trenul. Principalul moment al fazei din Statele Unite al turneului a fost apariția cap de afiș la NEARfest, cel mai important festival dedicat rock-ului progresiv din lume.
Latimer a început să lucreze la versiuni acustice ale unor melodii Camel mai vechi dar acest proiect a fost abandonat. În 2006 Latimer a acceptat invitația pentru a fi audiat pentru postul de chitarist/voce pentru turneul lui Roger Waters dar acest post a fost obținut de Dave Kilminster.
În mai 2007 Susan Hoover a anunțat prin site-ul Camel Productions că Andrew Latimer a suferit de o afecțiune a sângelui numită policitemia vera din 1992 care s-a transformat într-o mielofibroză. Acesta a fost un motiv pentru care formația Camel nu a mai susținut turnee. Lattimer a făcut chimioterapie și a fost supus unui transplant de măduvă în noiembrie 2007. A răspuns bine la tratament dar a suferit din cauza oboselii și a ciclurilor de durere severă. În septembrie 2008 același site a anunțat că Latimer își revine și au declarat că există posibilitatea ca formația Camel să susțină un mini-turneu și să lanseze un nou album de studio.

### Anii 2010
Starea de sănătate a lui Latimer s-a îmbunătățit și a contribuit cu chitară și voce pe albumul Random Acts of Beauty (2010) al lui David Minasian. În septembrie 2010 Camel Productions a anunțat că Latimer și Denis Clement au început să scrie material pentru un nou album Camel.
Camel Productions a anunțat în ianuarie 2013 posibilitatea unui nou turneu în septembrie/octombrie 2013 întitulat "Retirement Sucks Tour".
În martie 2013 Barbican Arts Centre din Londra a anunțat că pe 28 octombrie 2013 Camel v-a interpreta integral albumul The Snow Goose; aceasta va fi prima interpretare integrală a albumului după concertul de la Royal Albert Hall din 1975. În afară de turneu formația a re-înregistrat albumul Snow Goose pe care l-au lansat pe 4 noiembrie 2013.

## Discografie

### Albume de studio
- 1973 - Camel
- 1974 - Mirage
- 1975 - The Snow Goose
- 1976 - Moonmadness
- 1977 - Rain Dances
- 1978 - Breathless
- 1979 - I Can See Your House from Here
- 1981 - Nude
- 1982 - The Single Factor
- 1984 - Stationary Traveller
- 1991 - Dust and Dreams
- 1996 - Harbour of Tears
- 1999 - Rajaz
- 2002 - A Nod and a Wink

### Albume live
- 1974 - Greasy Truckers Live at Dingwalls Dance Hall
- 1978 - A Live Record
- 1984 - Pressure Points: Live in Concert
- 1992 - On the Road 1972
- 1993 - Never Let Go
- 1994 - On the Road 1982
- 1997 - On the Road 1981
- 1998 - Coming of Age
- 2000 - Gods of Ligh '73-'75
- 2001 - The Paris Collection

### Albume compilații
- 1981 - Chameleon - The Best of Camel
- 1985 - The Collection
- 1986 - A Compact Compilation
- 1991 - Landscapes
- 1993 - Echoes: The Retrospective
- 1997 - Camel – Master Series (25th Anniversary Compilation)
- 2001 - Lunar Sea
- 2010 - Rainbow's End: An Anthology 1973-1985

## Componență
| Membri actuali - Andrew Latimer - chitară, vocal, flaut, fluier, clape, chitară bas (1971-prezent) - Colin Bass - chitară bas, vocal, clape, chitară acustică (1979-1981, 1984-prezent) - Guy LeBlanc - clape, vocal (2000-prezent) - Denis Clement - baterie, percuție, chitară bas (2000-prezent) - Jason Hart - clape, chitară acustică, vocal (2013-prezent) | Foști membri - Andy Ward - baterie, percuție (1971-1981) - Peter Bardens - clape, vocal (1971-1978) - Doug Ferguson - chitară bas, vocal (1971-1977) - Mel Collins - saxofon, flaut (1977-1979) - Richard Sinclair - chitară bas, vocal (1977-1979) - Jan Schelhaas - clape (1978-1981) - Dave Sinclair - clape (1978-1979) - Kit Watkins - clape, flaut (1979-1981) - Chris Rainbow - vocal, clape - David Paton - chitară bas, vocal - Ton Scherpenzeel - clape (1984, 1991, 1999) - Paul Burgess - baterie, percuție (1984-1992) - Mickey Simmonds - clape (1991-1992) - Dave Stewart - baterie, percuție (1997-2000) |